# Nakonecine Perșe, Iavoriv
Nakonecine Perșe (în ucraineană Наконечне Перше) este un sat în comuna Nakonecine Druhe din raionul Iavoriv, regiunea Liov, Ucraina.

## Demografie
Componența lingvistică a localității Nakonecine Perșe
     Ucraineană (99,65%)
     Alte limbi (0,26%)
Conform recensământului din 2001, majoritatea populației localității Nakonecine Perșe era vorbitoare de ucraineană (99,65%), existând în minoritate și vorbitori de alte limbi.